# جديسلاف يانيك
جديسلاف يانيك (بالبولندية: Zdzisław Janik)‏ هو لاعب كرة قدم بولندي في مركز الوسط، ولد في 11 نوفمبر 1964 في كراكوف في بولندا. شارك مع منتخب بولندا لكرة القدم. أما مع النوادي، فقد لعب مع فيسوا كراكوف ونادي كراكوفيا.